# Kransslinga
Kransslinga eller Vattenslinga (Myriophyllum verticillatum) är en 
art i familjen slingeväxter med stort utbredningsområde i tempererade Eurasien, norra Nordamerika och söderut till Kalifornien och Texas. Arten odlas ibland som vattenväxt ute och som akvarieväxt.